# 371 (getal)
Het natuurlijke getal driehonderdeenenzeventig, in het decimale stelsel geschreven als 371, volgt op 370 en gaat vooraf aan 372.
Het getal is een semipriemgetal en is het product van 7 en 53.
Wanneer men elk van de cijfers in 371 tot de derde macht verheft en de resultaten bij elkaar optelt, levert dit 371 op: {\displaystyle 3^{3}+7^{3}+1^{3}=371}